# Lamprotornis bicolor
Lamprotornis bicolor е вид птица от семейство Скорецови (Sturnidae).

## Разпространение
Видът е ендемичен за Южна Африка, Лесото и Есватини.